# George DiCarlo
George Thomas DiCarlo (Saint Petersburg, 13 juli 1963) is een Amerikaans zwemmer. 

## Biografie
DiCarlo won tijdens de Olympische Zomerspelen van 1984 in eigen land de gouden medaille op de 400m vrije slag en de zilveren medaille op de 1500m vrije slag.

## Internationale toernooien
| Jaar | Olympische Spelen                  |
| ---- | ---------------------------------- |
| 1984 | 400m vrije slag · 1500m vrije slag |

1908: Henry Taylor ·
1912: George Hodgson ·
1920: Norman Ross ·
1924: Johnny Weissmuller ·
1928: Alberto Zorrilla ·
1932: Buster Crabbe ·
1936: Jack Medica ·
1948: William Smith ·
1952: Jean Boiteux ·
1956: Murray Rose ·
1960: Murray Rose ·
1964: Don Schollander ·
1968: Mike Burton ·
1972: Brad Cooper ·
1976: Brian Goodell ·
1980: Vladimir Salnikov ·
1984: George DiCarlo ·
1988: Uwe Daßler ·
1992: Jevgeni Sadovy ·
1996: Danyon Loader ·
2000: Ian Thorpe ·
2004: Ian Thorpe ·
2008: Park Tae-hwan ·
2012: Sun Yang ·
2016: Mack Horton ·
2020: Ahmed Hafnaoui ·
2024: Lukas Märtens